# Ligre
Pour les articles homonymes, voir Ligron.
Hybride
Parent mâle de l'hybridation 
  Panthera leo 
×

Parent femelle de l'hybridation 
  Panthera tigris 
Le ligre est un félin hybride né de l'union d'une tigresse et d'un lion mâle (l'union d'une lionne et d'un tigre mâle donne un tigron ou tiglon).
Le ligre, ainsi que tous les hybrides connus entre différentes espèces félines, est le résultat d'un croisement. On ne rencontre jamais d'hybrides félins de ce type dans la nature, du fait de l'éloignement géographique dans de nombreux cas, ainsi que des périodes de reproduction différentes et surtout du comportement différent de chaque espèce vis-à-vis de l'autre. Le mâle ligre, contrairement à la femelle, ne pourra se reproduire.

## Description

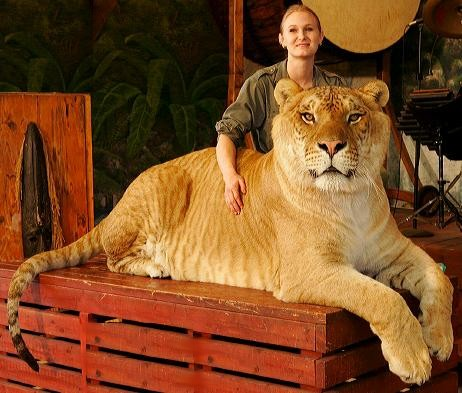
Hercule, inscrit en 2006 au Livre Guinness des records.

Le pelage du ligre est roux clair avec des ocelles étirées sur les flancs, les pattes, la queue et le visage ; les jeunes ont un pelage plus contrasté que les adultes. Les mâles présentent une courte crinière qui commence souvent derrière les oreilles (le front est dégagé).
Les ligres sont les plus grands des félins, puisqu'ils pèsent parfois plus lourd que les deux parents réunis. Ils peuvent peser plus de 400 kg, et mesurer plus de 3,50 m de long, avec la queue[réf. nécessaire]. Les éleveurs, notamment, affirment que le ligre profite du phénomène appelé « vigueur hybride », qui reste cependant assez discuté. Parmi les records de poids, un ligre né en 1897 et pesant 467 kg et Hercule, né aux États-Unis, qui est entré au Livre Guinness des records en 2006 comme étant le plus grand félin du monde avec ses 3,60 m de la tête à la queue et ses 410 kg. Les seuls félins naturels ayant pu atteindre une taille similaire sont le Tigre de Sibérie, ainsi que certains taxons éteints comme Machairodus horribilis, Smilodon populator  ou encore le Lion américain.
Le ligre peut vivre une vingtaine d'annéesou environ 25 ans.

## Reproduction
Comme chez d'autres hybrides, les femelles sont fertiles mais les mâles sont stériles (règle d'Haldane).
Bien que naissant avec un potentiel reproducteur normal, un facteur inconnu fait que leur puberté ne se déclenche jamais, empêchant ainsi les caractères sexuels secondaires de se développer. Cela peut venir du fait que l'information génétique permettant la puberté n'est transmise ni par le lion son père (car c'est codé chez les lionnes), ni par la tigresse sa mère (car c'est codé chez les tigres).[réf. nécessaire]
En revanche, les femelles peuvent se reproduire médicalement parlant, mais les différences existant entre les espèces rendent la chose délicate. Notamment, elles ne pourront pas allaiter leurs petits.[réf. nécessaire]
La ligresse peut se reproduire avec le tigre (donnant un « tiligre ») ou le lion (« liligre »).
Par ailleurs, seuls les caractères individuels sont aléatoirement répartis chez le ligre (comme chez tout individu). Il n'existe cependant pas de ligre « plus tigre » ou « plus lion » que d'autres.

## Comportement

Un couple de ligres.

Le comportement des ligres et des autres hybrides est très ambigu. En effet, les deux parents étant d'espèces différentes, leurs comportements sont singuliers. L'hybride oscille entre les deux espèces parentes.
Les ligres semblent accepter la solitude ou la présence de petits groupes familiaux. On sait aussi qu'ils aiment nager.
Contrairement à une idée reçue, les ligres ne savent pas autant feuler que rugir. Ils émettent un cri caractéristique que certains associent au feulement, d'autres au rugissement.

## Spécimens recensés
En 2017, une vingtaine de ligres sont recensés au monde :
- Taïwan : trois ligres sont nés dans un zoo privé le 15 août 2010[6].
- Hercule, ligre vivant aux États-Unis est le plus gros félin du monde : il pèse près d'une demi-tonne.

En 2012 une liligresse (issue d'une ligresse et d'un lion) a vu le jour dans le zoo de Novossibirsk  en Russie, suivis de trois autres en 2013, issus de la même femelle.
Fin 2016 naît « Tsar » dans un zoo itinérant de la région de Rostov-sur-le-Don en Russie, d’une union entre l’unique tigresse de ce petit zoo, Princesse, et le lion Caesar.

## Ligre et tigron
Chez de nombreux hybrides, les différentes appellations regroupent une même réalité, puisqu'au final l'individu reste le croisement des deux espèces. Le ligre (issu d'un lion et d'une tigresse) et le tigron (issu d'une lionne et d'un tigre), cependant, diffèrent fortement par leur taille. En effet, le ligre aura tendance à dépasser ses parents, tandis que le tigron s'arrêtera à la taille d'une lionne.

### Vigueur hybride?
On parle parfois, à tort, de « vigueur hybride » pour justifier la taille importante des ligres. En réalité, le ligre profite d'un gène du lion (mâle) qui favorise la croissance de son petit dans le but de le rendre plus fort (donc mâle dominant). Ainsi la lionne a développé le gène inhibiteur de cette croissance afin de pouvoir porter son petit avant la naissance. En revanche, lorsqu'un lion s'accouple avec une tigresse, rien ne « freine » la croissance du petit (et inversement, lorsqu'un tigre s'accouple avec une lionne).
Dans les faits, le ligre développe souvent de graves problèmes liés à sa taille imposante, à la façon des « géants » humains qui souffrent très souvent de graves troubles musculo-squelettiques. La dysplasie est le trouble le plus courant. Les hanches de l'animal sont de moins en moins agiles. Il peut même se produire un déboîtement chronique, pouvant aller jusqu'à créer une paralysie partielle. De plus, le ligre souffre souvent de cécité, de surdité, et de troubles neurologiques graves. Sa survie à l'état sauvage est donc fortement compromise, ses capacités de prédateur étant soumises à une dégradation inéluctable.

## Génétique
Le Beijing Genomics Institute dans le cadre d'un projet de séquençage des génomes des grands félins, a aussi séquencé les génomes et épigénomes d'un Ligre et d'un Tigron, travail qui a montré que les deux félins hybrides ont des phénotypes différents en dépit d'être génétiquement identiques, ce qui confirme l'importance de l'épigénome.

## Représentation dans la fiction
- Dans le film Napoleon Dynamite (Jared Hess, 2004), le héros représente le ligre comme un animal généralement élevé et dressé pour ses talents en magie.
- Dans le premier album de la série de bande dessinée Luc Orient (Les Dragons de feu, 1967), le scénariste Greg fait apparaître un ligre monstrueux que les indigènes locaux désignent sous le nom de « dragon de feu ».
- Dans le résumé, à la fin de la quatrième partie du roman Pouvoirs, l'auteur Ursula K. Le Guin fait apparaître, dans la demeure du poète Orrec Caspro, une ligresse couleur de sable qui fut apprivoisée toute petite et qui fait sa révérence au héros Gavir en visite avec Melle, une petite fille qui aime ensuite caresser la crinière de la ligresse appelée Shetar.